# Estourmel
Estourmel är en kommun i departementet Nord i regionen Hauts-de-France i norra Frankrike. Kommunen ligger i kantonen Carnières som tillhör arrondissementet Cambrai. År 2022 hade Estourmel 470 invånare.

## Befolkningsutveckling
Antalet invånare i kommunen Estourmel
| Referens: INSEE |